# Schwedischer Schachbund
Der Schwedische Schachbund (SSF) (schwed.: Sveriges Schackförbund) ist der nationale Schachverband in Schweden und wurde 1917 gegründet.
Der Schwedische Schachbund ist Mitglied des Weltschachbundes FIDE sowie der European Chess Union.
Der SSF veranstaltet unter anderem die schwedischen Einzel- (Schack-SM) und Mannschaftsmeisterschaften (Allsvenskan) und gibt die Tidskrift för Schack als Verbandszeitschrift heraus.

## Präsidenten (Ordförande) des SSF
Seit seiner Gründung hatte der SSF insgesamt 10 Präsidenten, von denen Ludvig Collijn und Christer Wänéus mit jeweils 22 Jahren am längsten im Amt waren. Folke Rogard war während seiner Amtszeit zunächst Vizepräsident der FIDE, ab 1949 war er FIDE-Präsident und blieb dies bis 1970.
| Amtszeit      | Name            | Ort        |
| ------------- | --------------- | ---------- |
| 1917 bis 1939 | Ludvig Collijn  | Stockholm  |
| 1940 bis 1947 | Erik Olsson     | Göteborg   |
| 1947 bis 1964 | Folke Rogard    | Stockholm  |
| 1964 bis 1965 | Nils Grenander  | Göteborg   |
| 1965 bis 1969 | Nils Kellgren   | Stockholm  |
| 1969 bis 1977 | Birger Öhman    | Stockholm  |
| 1977 bis 1999 | Christer Wänéus | Norrköping |
| 2000 bis 2007 | Ingvar Carlsson | Linköping  |
| 2007 bis 2010 | Ari Ziegler     | Göteborg   |
| seit 2010     | Anil Surender   | Malmö      |

## Unterverbände
Der SSF ist eingeteilt in 25 Unterverbände (Distrikte). Im Wesentlichen entsprechen die Distriktgrenzen denen der Län mit folgenden Ausnahmen:
- Der Gävleborgs län ist unterteilt in den Gästriklands Schackforbund (SF) und den Hälsinglands SF.
- Der Västra Götalands län ist unterteilt in den Göteborgs SF und den Västergötlands SF.
- Der Västernorrlands län ist unterteilt in den Medelpads SF und den Ångermanlands SF.
- Der Skåne län ist unterteilt in den Nordskånes SF, den Nordvästra Skånes SF und den Skånes SF.
- Der Uppsala län ist unterteilt in den Roslagens SF und den Upplands SF.
- Im Smålands SF sind der Jönköpings län, der Kalmar län und der Kronobergs län zusammengeschlossen.